# Montivipera
Montivipera is een geslacht van slangen uit de familie adders (Viperidae).

## Naam en indeling
De wetenschappelijke naam van de groep werd voor het eerst voorgesteld door Göran Nilson, Boris S. Tuniyev, Claes Andrén, Nikolai Lutseranovich Orlov, Ulrich Joger en Hans-Werner Herrmann in 1999. Er zijn acht soorten, inclusief de pas in 2011 beschreven soort Montivipera kuhrangica. De slangen werden eerder aan andere geslachten toegekend, zoals Daboia en Vipera.

## Verspreiding en habitat
De slangen komen voor in delen van Azië, Europa en het Midden-Oosten en leven in de landen Armenië, Azerbeidzjan, Turkije, Iran, Griekenland, Syrië, Libanon en Israël. De habitat bestaat uit rotsige omgevingen, graslanden, bossen en scrublands. Ook in door de mens aangepaste streken zoals akkers, weilanden, plantages en landelijke tuinen kunnen de dieren worden aangetroffen.

## Beschermingsstatus
Door de internationale natuurbeschermingsorganisatie IUCN is aan zeven soorten een beschermingsstatus toegewezen. Twee soorten worden beschouwd als 'veilig' (Least Concern of LC), een soort als 'gevoelig' (Near Threatened of NT) en drie soorten als 'bedreigd' (Endangered of EN). De soort Montivipera wagneri ten slotte staat te boek als 'ernstig bedreigd' (Critically Endangered of CR).

## Soorten
Het geslacht omvat de volgende soorten, met de auteur en het verspreidingsgebied.
| Naam                                         | Auteur                            | Verspreidingsgebied                  | Beschermingsstatus |
| -------------------------------------------- | --------------------------------- | ------------------------------------ | ------------------ |
| Montivipera albizona                         | Nilson, Andrén & Flärdh, 1990     | Turkije                              |                    |
| Montivipera bornmuelleri                     | Werner, 1898                      | Libanon, Israël, Syrië               |                    |
| Montivipera bulgardaghica                    | Nilson & Andrén, 1985             | Turkije                              |                    |
| Montivipera kuhrangica                       | Rajabizadeh, Nilson & Kami, 2011  | Iran                                 | Niet geëvalueerd   |
| Montivipera latifii                          | Mertens, Darevsky & Klemmer, 1967 | Iran                                 |                    |
| Montivipera raddei                           | Boettger, 1890                    | Armenië, Azerbeidzjan, Turkije, Iran |                    |
| Montivipera wagneri                          | Nilson & Andrén, 1984             | Turkije, Iran                        |                    |
| Kleinaziatische adder (Montivipera xanthina) | Gray, 1849                        | Turkije, Griekenland, Syrië          |                    |